# N-322
La N-322 es una carretera nacional española que tiene una longitud aproximada de 457 km, comunica Bailén (Jaén) y Requena (Valencia) atravesando la ciudad y la provincia de Albacete.

## Recorrido
La N-322 es la carretera que conecta Andalucía Oriental y la Comunidad Valenciana por el interior, como alternativa al itinerario por la costa mediterránea.
Iniciaba su recorrido en Bailén. Desde esa localidad hasta Villanueva del Arzobispo está desdoblada y renombrada como A-32. El proyecto es continuar la A-32 hasta Albacete, dejando la N-322 original sólo en el tramo entre Albacete y Requena.
En Villanueva del Arzobispo se convierte en carretera nacional. En esta población enlaza con la carretera autonómica A-315 que se dirige a Cazorla y Baza. Prosigue y las siguientes poblaciones que atraviesa son Arroyo del Ojanco y Puente de Génave bordeando el parque natural de la Sierra de Cazorla, Segura y Las Villas.
De esta forma entra en la provincia de Albacete atravesando las poblaciones de Villapalacios, Reolid, Alcaraz y Balazote. A continuación atraviesa la ciudad de Albacete, y prosigue en dirección nordeste. Las siguientes poblaciones que atraviesa son Mahora, Golosalvo, Campoalbillo, Fuentealbilla, Casas-Ibáñez, Alborea y Villatoya.
Continúa y entra en la provincia de Valencia enlaza con la N-330 que se dirige hacia Ayora y Almansa, llega a la población de Requena donde finaliza su recorrido enlazando con la antigua N-3 y la A-3

## Ciudades que cruza

### Jaén
- Bailén
- Linares
- Canena
- Rus
- Úbeda
- Torreperogil
- Villacarrillo
- Villanueva del Arzobispo
- Arroyo del Ojanco
- Puente de Génave

### Albacete
- Villapalacios
- Reolid
- Robledo
- Alcaraz
- Balazote
- Albacete
- Mahora
- Golosalvo
- Campoalbillo
- Fuentealbilla
- Casas-Ibáñez
- Alborea
- Villatoya

### Valencia
- Los Isidros

- Requena

- El Pontón